# Gros Morne National Park
Gros Morne National Park ligger på Newfoundlands vestkyst og er et verdensarvssted. Parken har et areal på 1.805 km² og har fået sit navn fra Newfoundlands næsthøjeste bjergtop, den 806 meter høje bjergtop Gros Morne, som er fransk og omtrent betyder "det store ensomt beliggende bjerg". Gros Morne tilhører Long Range Mountains, en udløber af bjergkæden Appalacherne, som strækker sig langs øens vestlige kyst. Den er resterne af en bjergkæde som dannedes for 1,2 milliarder år siden.

## Western Brook Pond
Western Brook Pond er en ferskvandsfjord som blev udskåret af gletsjere i den seneste istid fra 25.000 til omkring 10.000 år siden. Da gletsjerne smeltede blev den 30 km lange og smalle lavning så fyldt med ferskvand. Vandet i fjorden er ekstremt rent og klassificeres som det reneste naturlige vand. Det 350 meter høje Pissing Mare Falls, der regnes for det højeste vandfald i det østlige Nordamerika, løber ned i Western Brook Pond.

## Kystlandskabet
Langs kysten findes skove af krumme og forvredne graner og balsam-ædelgraner, lokalt kaldt "tuckamores", hærgede af storme og vind fra havet.

## Vilde dyr
Blandt de vilde dyr i parken kan nævnes canadisk los , amerikansk sortbjørn , amerikansk ren (caribou), sneskohare (Lepus americanus), mår og en hurtigvoksende, indført elgstamme. I kystregionen findes hvaler og skalleslugere/havænder inklusive strømand.

## Galleri
- Panorama over Bonne Bay
- Tablelands set fra Route 431
- Langs Route 430 i nærheden af Rocky Cove
- Western Brook Pond
- Vragrester af S.S. Ethie
- Grotte for enden af Green Garden Trail
- Pissing Mare Falls, Western Brook Pond
- Nationalparken set fra vejen fra Gros Morne til Western Brook Pond
- Vandring på nordsiden af Western Brook Pond mod kysten
- Bro ved Norris Point